# Facoemulsificazione
La facoemulsificazione (comp. del gr. ϕακός, «lente», ed emulsificazione) è una tecnica chirurgica usata per effettuare l'intervento di estrazione di cataratta. Vi sono altre tecniche chirurgiche per l'estrazione della cataratta (ICCE ed ECCE) sebbene nel mondo occidentale siano riservate a casi particolari.

## Descrizione
Lo strumento che viene utilizzato dal chirurgo oftalmologo per questo tipo di intervento è il facoemulsificatore. Questa macchina produce ultrasuoni ad altissima frequenza che vengono convogliati in una sonda con una punta di diametro variabile tra 2.5 e 1.8 millimetri. Le vibrazioni della punta della sonda, inserita attraverso un piccolo taglio di 2–3 mm autosigillante nella camera anteriore dell'occhio, provocano la frantumazione del nucleo catarattoso. Un sistema automatico di irrigazione ed aspirazione continui fa sì che il cristallino frantumato venga aspirato dalla suddetta sonda. I frammenti meno duri (parti corticali della lente) vengono aspirati con un'altra sonda di irrigazione/aspirazione.
Al posto del cristallino catarattoso asportato viene inserita una lente intraoculare di solito pieghevole ed iniettabile per non allargare ulteriormente il taglio di entrata. A seconda delle dimensioni del taglio si può anche non mettere un punto di sutura.
Grazie a questa tecnica, sviluppatasi molto negli ultimi venti anni, l'intervento di cataratta è più sicuro e necessita di minor tempo di riabilitazione post chirurgica.
L'intervento di facoemulsificazione è considerato un intervento chirurgico oculistico maggiore, in quanto prevede l'ingresso nel bulbo oculare e l'asportazione di una parte dello stesso (il cristallino), e, considerata la fragilità e la delicatezza delle strutture intraoculari, necessita di una curva di apprendimento di vari anni da parte del chirurgo oculista per ottimizzare i risultati.
L'intervento ha durata media di circa 20 minuti (variabile da 10 minuti a più di un'ora), ed è eseguito in anestesia topica (gocce anestetiche) o locale (iniezione retrobulbare o peribulbare di anestetico). Solo in condizioni particolari è indicato l'intervento in anestesia generale.

## Possibili complicanze
Le complicanze possibili possono essere divise in:
- complicanze intraoperatorie
- complicanze postoperatorie (precoci e tardive)

Molto comuni dopo l'intervento di cataratta sono (ad esempio) un rialzo pressorio transitorio, edema corneale, sensazione di corpo estraneo.
Molto rare ma potenzialmente gravi tali da compromettere la vista in maniera permanente, sono:
- l'infezione intraoculare (endoftalmite): è legata al moltiplicarsi di germi normalmente presenti sulle ciglia dei pazienti operati, e generalmente risulta nella perdita della vista.
- l'emorragia espulsiva della coroide;
- lo scompenso corneale (endoteliale): legato agli ultrasuoni utilizzati, può richiedere il trapianto di cornea.

Come si evince queste complicanze non sono direttamente correlabili alla abilità del chirurgo ma rispondono ad una probabilità statistica simile in tutto il mondo occidentale per ognuna delle complicanze descritte.